# بوب إيفانز (لاعب كرة سلة)
بوب إيفانز (31 مايو 1925 في الولايات المتحدة - 27 سبتمبر 1997 في الولايات المتحدة) (بالإنجليزية: Bob Evans)‏ هو لاعب كرة سلة أمريكي في مركز هجوم خلفي. لعب مع إنديانابولس أولمبيانز.

## وصلات خارجية
- بوب إيفانز على موقع إن بي أي (الإنجليزية)
- بوب إيفانز على موقع سبورتس رفرنس (الإنجليزية)
- بوب إيفانز على موقع كلية كرة السلة في سبورتس رفرنس.كوم (الإنجليزية)
- بوب إيفانز على موقع ريلجم (الإنجليزية)